# Mohenjo-Daro
Mohenjo-Daro (dansk: ~ dødehøjen) og Harappa var samtidige oldtidsbyer i Indusdalen, der i dag ligger i Pakistan. De var begge en del af Induskulturen, som blev opdaget og udgravet i løbet af 1920'erne. Mohenjo-Daro blev sandsynligvis bygget i tidsrummet mellem 3.000 f.Kr. og 2.000 f.Kr. Byen blev ødelagt og genopbygget mindst 11 gange. Hver gang blev den nye by bygget ovenpå den gamle.
Byen var planlagt med et retvinklet gadenet, og husene var opført i teglsten, soltørrede mursten og ildhærdet træ. Da den var størst, rummede Mohenjo-Daro mellem 35.000 og 40.000 indbyggere.
Byens afhængighed af landbrugets produktion ses både af et stort kornkammer og en centralt beliggende markedsplads. Husene var udstyret med badeværelser, der var forbundet med et kloakeringssystem, som er århundreder forud for deres tid. Folkene i Indusdalen satte pris på skønhed og havde handelsforbindelser til andre kulturer. I byerne er der fundet smykker, hvoraf mange havde ædelsten, som var importeret langvejs fra.
Af én eller anden ukendt grund brød Induskulturen sammen. Byerne ser ud til at være forladt omkring 1700 f.Kr. og man har gisnet om flere, mulige årsager:
- En flodbølge kan have svækket kulturen
- En ændring af flodens leje kan have gjort transport til byen umulig
- Grådighed kan have forrykket områdets økologiske balance
- Tektoniske bevægelser i det indiske subkontinent kan have fremkaldt jordskælv
- De indvandrende indoeuropæisktalende folk kan have overvundet Induskulturen

I 1980 blev Mohenjo-Daro optaget på UNESCOs verdensarvsliste.